# Bentley Continental R
O Bentley Continental R é um coupé esportivo de porte grande da Bentley.